# Зетловай
Зетловай — деревня в Вавожском районе Удмуртии, входит в состав муниципального образования Брызгаловское сельское поселение.

## География
Располагается на реке Зетловайке в 31 км западнее Вавожа, у границы с Кировской областью.

## История
Название произошло от составления 2 слов Зетить (вглядываться) и Вайлуга (места глухого леса). Зетловай — присмотренный участок глухого леса для вырубки.
Некоторое время деревня в перечне населенных пунктов в составе муниципального образования «Брызгаловское» фигурировала как Зятловай.

## Население
- 2008 год — 17 человек
- 2010 год — 16 человек